# Amanda Stevens
Pour les articles homonymes, voir Stevens.
Amanda Stevens-Sadler née le 4 mars 1977 à Enid est une triathlète américaine, vainqueur sur triathlon Ironman et Ironman 70.3.

## Biographie

### Jeunesse
Amanda Stevens découvre de nombreux sports dans sa jeunesse, mais elle pratique surtout la natation. Un couple de triathlètes amateurs qu'elle connait lui conseille de faire des triathlons. Cette découverte se transforme en passion et se concrétise par la pratique de ce sport pendant plus de quinze ans. Elle devient professionnelle en 2003.

### Carrière professionnelle
Amanda Stevens réalise sa meilleure performance au championnat du monde Ironman 70.3 ou elle prend la 4e place en 2010, mais elle finit quatre fois dans le « Top 10 » de cette compétition. Elle se lance dès 2010 sur distance Ironman, dès l'année d'après, elle sort première de l'eau au championnat du monde d'Ironman de Kona pour finir 21e à l'arrivée. Elle gagne l'Ironman Brésil deux ans plus tard devant la canadienne Sara Gross et l'américaine Jessie Donovan.

### Vie privée et professionnelle
Amanda Stevens  a fait des études de médecine et est devenu docteur en médecine préventive sportive et en alimentation pour les enfants après sa carrière de triathlète. Elle est mariée à Randy Sadler lui-même triathlète sur Ironman, les médias les surnomme parfois « Iron-couple ».

## Palmarès
Le tableau présente les résultats les plus significatifs (podium) obtenus sur le circuit international de triathlon depuis 2003,.
| Année | Compétition                                   | Pays        | Position           | Temps            |
| ----- | --------------------------------------------- | ----------- | ------------------ | ---------------- |
| 2015  | Ironman Arizona                               | États-Unis  | Médaille d'argent  | 8 h 52 min 31 s  |
| 2015  | Ironman Idaho                                 | États-Unis  | Médaille d'argent  | 9 h 40 min 16 s  |
| 2014  | Ironman 70.3 Brésil                           | Brésil      | Médaille de bronze | 4 h 23 min 12 s  |
| 2013  | Ironman Brésil                                | Brésil      | Médaille d'or      | 9 h 5 min 52 s   |
| 2013  | Ironman 70.3 Brésil                           | Brésil      | Médaille d'or      | 4 h 20 min 55 s  |
| 2012  | Ironman 70.3 Buffalo Springs                  | États-Unis  | Médaille d'or      | 4 h 26 min 8 s   |
| 2012  | 5150 New Orleans                              | États-Unis  | Médaille d'or      | 2 h 0 min 28 s   |
| 2012  | Ironman Royaume-Uni                           | Royaume-Uni | Médaille d'argent  | 10 h 16 min 57 s |
| 2010  | Ironman 70.3 Cancún                           | États-Unis  | Médaille d'or      | 4 h 41 min 48 s  |
| 2010  | Ironman Mexico                                | Mexique     | Médaille de bronze | 9 h 26 min 35 s  |
| 2008  | Coupe panaméricaine - l'étape de Vina del Mar | Chili       | Médaille d'argent  | 2 h 0 min 48 s   |
| 2003  | Coupe panaméricaine - l'étape de Vera Cruz    | Mexique     | Médaille d'argent  | 2 h 8 min 45 s   |